# Fernando Marçal Oliveira
Fernando Marçal Oliveira (nascut el 19 de febrer de 1989), simplement conegut com a Marçal, és un futbolista professional brasiler que juga per l'Olympique de Lió.